# Жіноча збірна Кувейту з хокею із шайбою
Жіноча збірна Кувейту з хокею із шайбою — національна жіноча збірна команда Кувейту, яка представляє країну на міжнародних змаганнях з хокею. Функціонування команди забезпечується Хокейною асоціацією Кувейту, яка є членом ІІХФ.

## Історія
Жіноча збірна Кувейту дебютувала на турнірі в Бангкоку, Таїланд у жовтні 2017 року, провівши чотири гри проти команд Австралії, Малайзії, Об'єднаних Арабських Еміратів і Сполучених Штатів Америки. Збірна Кувейту зазнала поразки в усіх чотирьох матчах.
У травні 2018 року збірна зіграла на турнірі в Абу-Дабі. У змаганнях окрім збірної Кувейту брали участь клуби ОАЕ. У жовтні 2018 року збірна зіграла в другому турнірі в Таїланді, де знову програла всі поєдинки але закинула одну шайбу.
У квітні 2019 року збірна дебютувала на офіційному рівні Азійському Кубку Виклику в Абу-Дабі, Об'єднані Арабські Емірати. У стартовій грі поступились філіппінкам 0–10. У наступних двох матчах також поступились та посіли останнє місце..
У 2023 році збірна брала участь в чемпіонаті Азії та Океанії, за підсумками якого посіла останнє восьме місце.